# Mats Rubarth
Mats Carl Rickard Rubarth (Örebro, 25 gennaio 1977) è un ex calciatore, cantautore e bassista svedese.

## Caratteristiche tecniche
Centrocampista, veniva perlopiù utilizzato sul lato sinistro del campo, nonostante il destro fosse il suo piede naturale. Insieme a Claes Cronqvist detiene il record svedese del maggior numero di cartellini rossi ricevuti durante un singolo campionato, con 7 espulsioni.

## Carriera

### Calcio

#### Club
È cresciuto calcisticamente nella sua città, prima con l'IK Sturehov e poi con l'Örebro SK, squadra da anni militante nel massimo campionato svedese.
Rubarth ha esordito in Allsvenskan nel 1997 con la maglia dell'Örebro, ed è proprio con i bianconeri svedesi che nello stesso anno ha debuttato anche in Coppa UEFA.
Dopo aver conquistato il posto da titolare ed essersi messo in luce, nel gennaio 2001 è stato acquistato dall'AIK: al suo primo anno in nerogiallo ha realizzato una rete in rovesciata nel corso del derby cittadino vinto contro i rivali dell'Hammarby. Particolarmente prolifica a livello di segnature è stata per lui la stagione 2003, quando è risultato essere il capocannoniere della sua squadra grazie ai 10 gol segnati in quel campionato. Terminata la lunga parentesi con l'AIK, ha dato l'addio al calcio nel 2008 a soli 31 anni.

#### Nazionale
Rubarth ha disputato una partita con l'Under-21 nel 1999 contro i pari età austriaci. Ha collezionato anche una presenza con la nazionale maggiore il 22 gennaio 2004 contro la Norvegia, in occasione del torneo amichevole Carlsberg Cup disputato a Hong Kong.

### Musica
Nel 2001 è uscito il suo EP, denominato Rubarth. Una volta ritiratosi dall'attività agonistica è diventato il bassista dei Casablanca, rockband che si esibì anche durante la finale del Melodifestivalen 2010, suonando la canzone vincitrice della precedente edizione pur non essendo in concorso.

#### Discografia solista
- 2001 - Rubarth (EP)